# Adıgüzel-Talsperre
Die Adıgüzel-Talsperre (türkisch Adıgüzel Barajı) befindet sich 40 km nördlich der Provinzhauptstadt Denizli in der gleichnamigen westtürkischen Provinz am Großen Mäander.
Die Adıgüzel-Talsperre wurde in den Jahren 1976–1990 als Steinschüttdamm mit Lehmkern unterhalb der Einmündung des Banaz Çayı in den Großen Mäander erbaut.
Sie wurde im Auftrag der staatlichen Wasserbehörde DSİ zur Energieerzeugung, Abflussregulierung und Bewässerung errichtet.
Der Staudamm hat eine Höhe von 144 m und besitzt ein Volumen von 7,125 Mio. m³. Der zugehörige Stausee erstreckt sich über die Provinzen Denizli und Uşak. Er besitzt eine Wasserfläche von 26 km² und ein Speichervolumen von 1076 Mio. m³.
Die Talsperre dient der Bewässerung einer Fläche von 78.060 ha.
Das Wasserkraftwerk der Adıgüzel-Talsperre verfügt über zwei Francis-Turbinen mit einer Leistung von jeweils 31 Megawatt. Das Regelarbeitsvermögen liegt bei 280 GWh im Jahr. 
Etwa 15 km flussabwärts befindet sich die kleinere Cindere-Talsperre.